# Pseudabutilon benense
Pseudabutilon benense là một loài thực vật có hoa trong họ Cẩm quỳ. Loài này được (Britton) Fryxell miêu tả khoa học đầu tiên năm 1997.